# Posthuset vid Packhusplatsen, Göteborg

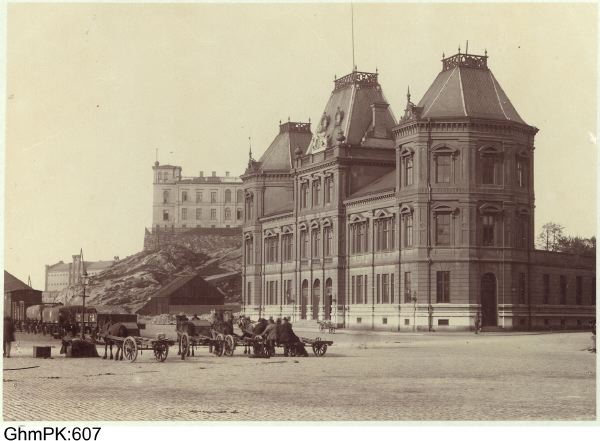
Posthuset vid Packhusplatsen med Kvarnberget i bakgrunden. Foto av Aron Jonason. Foto från Göteborgs stadsmuseums bildsamling.

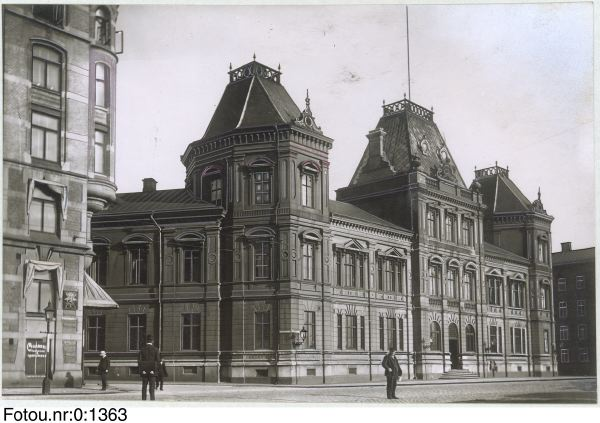
Posthuset vid Packhusplatsen 3 i Göteborg. Fotot från Göteborgs stadsmuseums bildsamling.

Posthuset vid Packhusplatsen var Kungliga Postverkets lokaler vid Packhusplatsen i Göteborg under åren 1873–1925. Postverket hade successivt vuxit ur sina lokaler vid Torggatan 24, ett hörnhus vid Gustaf Adolfs Torg. Arkitekten Johan August Westerberg fick i uppdrag att rita den byggnad, som sedan uppfördes på "Franska tomten". År 1883 ändrades namnet på området till Packhusplatsen. Huset låg vid Sillgatan, som hade ett tveksamt rykte, varför stadsfullmäktige år 1895 ändrade namnet till Postgatan.
Huset byggdes på tomtmarken mellan Kronhusgatan och Sillgatan och dess framsida med huvudentré vette mot dåvarande "Franska tomten". Posthuset hade tre torn och var utsmyckat med balustrader och pilastrar. Byggnadens taxeringsvärde 1889 var 145 000 kronor.
Centralposten kom på detta sätt närmare hamnen, båttrafiken, tullpackhuset och den planerade järnvägen efter hamnen. Med häst och kärra kördes paket och postsäckar till och från järnvägen och de reguljära båtar, som låg efter Skeppsbrokajen och Träpiren.
Behovet av ett större och ändamålsenligare posthus växte så småningom fram och den 30 maj 1925 invigdes det nya posthuset vid Drottningtorget.
Det gamla posthuset vid Packhusplatsen revs år 1942 för att lämna plats åt Rederi AB Transatlantics nya byggnad.